# Eduard von Duczyński
Eduard von Duczyński, auch Eduard von Dutczyński, (* 29. Dezember 1823 in Załoźce, Galizien; † 26. März 1861 in Miękisz Stary, Galizien) war ein österreichischer Offizier, Zeichner und Aquarellmaler.

## Leben
Eduard von Duczyński wurde am 29. Dezember 1823 in der Ortschaft Załoźce in Galizien, in der heutigen Ukraine, geborene und absolvierte im fortgeschrittenen Alter die Theresianische Militärakademie in der Burg in Wiener Neustadt. Im Jahre 1842 war er im Rang des Leutnants beim Galizischen Infanterieregiment „Freiherr von Georgi“ Nr. 15 stationiert. Im Jahre 1848 war er an Kampfhandlungen in Wien und 1849 in Ungarn beteiligt. 1859 kämpfte er im Sardinischen Krieg bei Magenta und Solferino (Schlacht von Solferino) in der Lombardei. Hier entstanden durch den begabten Hobbyzeichner kulturhistorisch interessante Skizzen, die er noch während dieses Feldzuges im Jahre 1859 anfertigte. Aus den Skizzen wurden in weiterer Folge wertvolle Aquarellstudien. Danach fand von Duczyński im Generalstab bei der Mappierung im kriegsgeschichtlichen Büro Verwendung und war als Lehrer an der Theresianischen Militärakademie im Einsatz. Am 26. März 1861 starb Eduard von Duczyński 39-jährig unweit seiner galizischen Heimat. Seine Nichte Irma von Duczynska war eine vor allem in Wien und München tätige Malerin und Bildhauerin. Auch deren Schwester Helena war eine Malerin.